# Марена Валецького
{{#ifeq:0|0|{{#if:Barbus waleckii|{{#if:|[[]}}|[[]]}}}}
Марена Валецького (Barbus waleckii) — риба родини коропові. Поширений у басейні Вісли (переважно системи Сяну і Віслоки) вниз до Вільги (50 км від Варшави), басейн верхнього Дністра в Польщі та Україні, а також Тиси. Прісноводна бентопелагічна, сягає довжини 34 см.